# 서연인테크
서연인테크(Seoyon Intech)는 대한민국의 기업이다. 현대자동차, 기아에 사용되는 버스용 시트와 HD현대중공업, HD현대인프라코어에 사용되는 건설기계용 시트 납품 및 시트를 제작하는 회사이며, 같은 시트 제조회사인 명보기업과 경쟁하는 회사이다. 1994년에 한일내장이란 이름으로 시작하였으며 2016년 1월 회사명을 지금의 이름으로 변경하였다.

## 같이 보기
- 서연 (기업)